# Rosiczka owalna
Rosiczka owalna (Drosera ×obovata Mert. & W. D. J. Koch) – gatunek mieszańcowy należący do rodziny rosiczkowatych. Jest trwałym mieszańcem rosiczki długolistnej Drosera anglica i okrągłolistnej D. rotundifolia. W Polsce występuje głównie na niżu. Roślina bardzo rzadka (najrzadsza wśród wszystkich krajowych rosiczek), występuje tylko na rozproszonych stanowiskach. Nazwa rosiczka pochodzi stąd, że na gruczołach jej liści często zbierają się duże, lśniące krople cieczy imitującej rosę.

## Morfologia

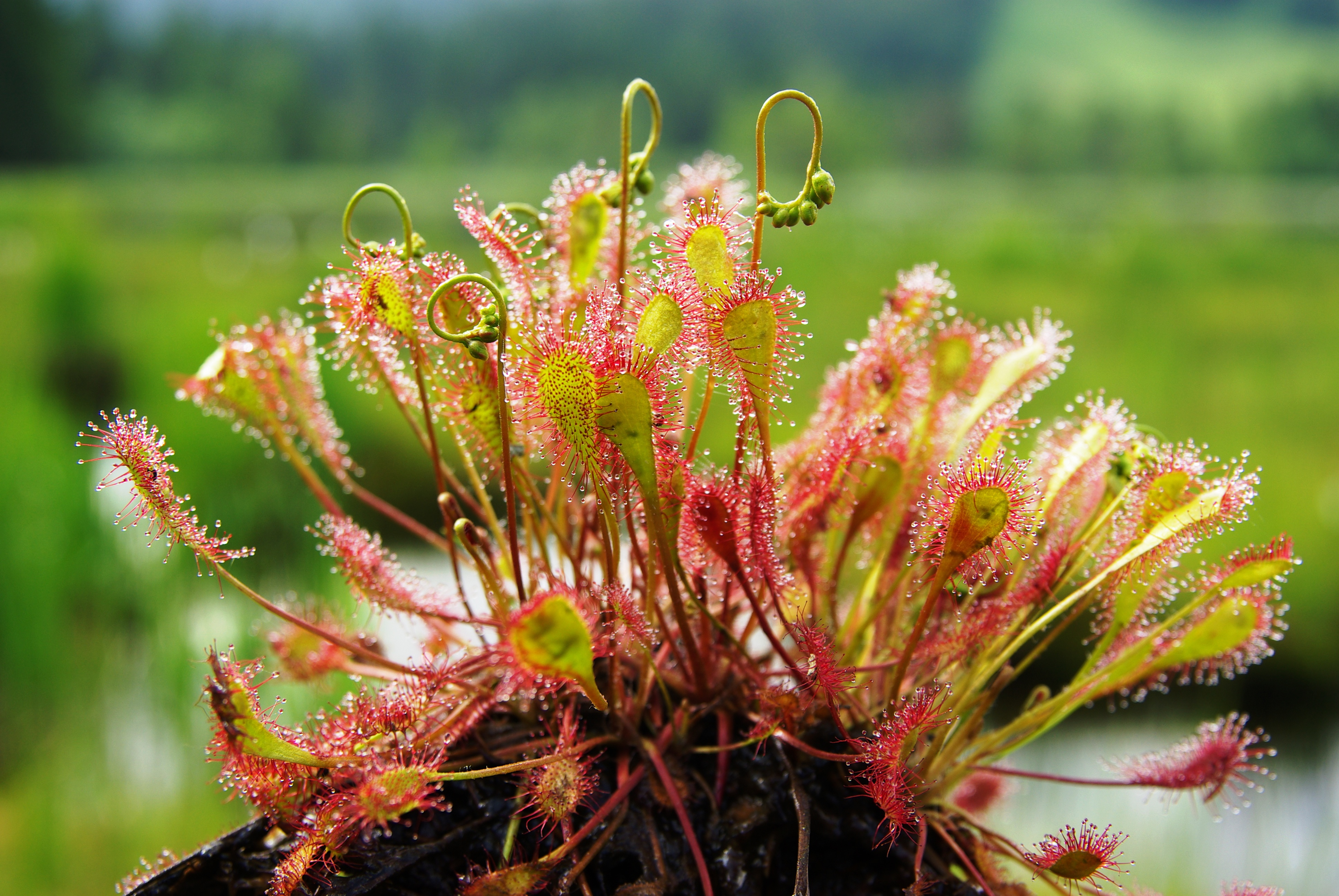
Pokrój rośliny

Pokrójprzypomina rosiczkę długolistną. Te dwa taksony różnią się szczegółami morfologii liści.
LiścieU D. ×obovata ogonki liściowe są nieco krótsze, a blaszka liściowa, której długość waha się od 10 do 23 mm, jest zaokrąglona i nieco szersza (szerokość jej wynosi 4–7 mm). Zazwyczaj jest tak, że blaszka liściowa D. ×obovata jest 2-3 razy tak długa jak szeroka i stopniowo zwęża się w ogonek. Przylistki tej rosiczki zrośnięte są tylko do 1/3 długości, a wyżej strzępiasto rozcięte.
KwiatyGłąbik z kwiatostanem zwykle jest 2-3 razy dłuższy od liści. Czasami dochodzi on do 27 cm długości. Nasion i pyłku ten gatunek zazwyczaj nie wykształca.

## Biologia i ekologia
SiedliskoBędąc trwałym mieszańcem rosiczki długolistnej i okrągłolistnej, gatunek ten występuje w siedliskach gatunków rodzicielskich, na torfowiskach przejściowych.
W Polsce posiada rozproszone stanowiska na nizinach, znacznie rzadziej na obszarach górskich.

## Zagrożenia i ochrona
Kategorie zagrożenia i główne zagrożeniaNie jest wymieniany w Polsce w wykazach gatunków zagrożonych, ale jako takson mieszańcowy podlega takim samym zagrożeniom, jak gatunki rodzicielskie (D. anglica i D. rotundifolia)
Status ochronyW Polsce do ustawowej ochrony został włączony w 1983 roku. Ochrona całkowita/ścisła (1983-2001 r.) i od 2014 r. ochrona ścisła.

## Liczebność stanowisk i tendencje dynamiczne
Liczebność stanowisk w Polsce:
2 – mała liczba stanowisk (do 100),
Tendencje dynamiczne w ostatnich dziesięcioleciach:
-2 – duży spadek liczby stanowisk.